# Précy-Saint-Martin
Précy-Saint-Martin es una comuna francesa situada en el departamento de Aube, en la región de Gran Este.

## Demografía
| 251 | 206 | 200 | 194 | 203 | 223 | 185 |
| Para los censos de 1962 a 1999 la población legal corresponde a la población sin duplicidades (Fuente: INSEE [Consultar]) |     |     |     |     |     |     |